# Alberto Chividini
Alberto Chividini (Santa Fe, 13 de enero de 1906 - Santa Fe, 31 de octubre de 1961) fue un defensor de fútbol argentino. Representó a la selección argentina en tres partidos entre 1928 y 1930, jugando uno en la Copa Mundial de la FIFA 1930 y dos en el Campeonato Sudamericano 1929 (donde fue campeón).

## Carrera
Nacido en Santa Fe se trasladó de muy chico a Tucumán donde actuó en el club Talleres de Tafí Viejo, gracias a que su padre era empleado del ferrocarril. Llegó con 17 años a Central Norte de Tucumán donde jugó varios años. Su buen rendimiento hizo que la selección tucumana lo convocase para el campeonato argentino de interligas organizado en el año 1926, donde la selección tucumana llegó hasta la final, pero perdería frente al combinado de la Provincia de Buenos Aires. 
Ya con 22 años fue llamado para jugar en la liga porteña, donde aceptó participar, pero Central Norte de Tucumán no estaba de acuerdo. Fue convocado por la selección Argentina para disputar el campeonato sudamericano donde más tarde saldría campeón. 
En 1930 fue llamado a jugar el mundial de fútbol donde la selección perdería la final frente a Uruguay. Luego de disputarlo volvió a Tucumán, donde se fue de inmediato a Santa Fe a formar parte de Unión pero Central Norte seguía en desacuerdo de que Chividini abandone la institución por lo que presentó ante el Consejo Federal de Fútbol Argentino una queja haciendo que Chividini quede por lo que resta de 1930 sin poder jugar un partido oficial, como no podía jugar oficialmente fue dado a préstamo a Vélez para que dispute la gira panamericana organizada por el club entre finales de 1930 y principios de 1931. 
En mayo de 1931 volvería a Unión donde el conjunto santafesino lo haría jugar de mediocampista, disputó 28 partidos en el club albirrojo. 
En 1933 llamaría la atención de San Lorenzo para ir a jugar al fútbol porteño donde participó hasta 1937 disputando 124 partidos y convirtiendo 7 goles. 
En 1938 después de su paso por el club de Boedo iría a Estudiantil Porteño. Allí jugó 14 partidos para volver a Salta y jugar desde 1939 en
Gimnasia y Tiro de Salta compartiendo plantel con sus hermanos Alfredo y Luis.
En 1945 firmaría un contrato para ser el entrenador interino del Club Atlético Unión de Santa Fe.  Entre 1949 y 1952 dirigió al clásico rival, el Club Atlético Colón, con el que se consagró campeón del Torneo de Honor General Juan Domingo Perón.

## Clubes
| Club                                     | País      | Periodo   |
| ---------------------------------------- | --------- | --------- |
| Club Tafi Viejo                          | Argentina | 1921      |
| Club Sportivo Huaytiquina                | Argentina | 1922      |
| Club Atlético Libertad (Salta)           | Argentina | 1922-1923 |
| Club Atlético Central Norte              | Argentina | 1923-1930 |
| Club Atlético Unión de Santa Fe          | Argentina | 1930      |
| Club Atlético Vélez Sarsfield (préstamo) | Argentina | 1930-1931 |
| Club Atlético Unión de Santa Fe          | Argentina | 1931-1933 |
| Club Atlético San Lorenzo de Almagro     | Argentina | 1933-1937 |
| Club Atlético Estudiantil Porteño        | Argentina | 1938      |
| Club de Gimnasia y Tiro de Salta         | Argentina | 1939-1942 |

## Selección nacional
| Selección           | País      | Periodo   | Partidos (goles) |
| ------------------- | --------- | --------- | ---------------- |
| Selección Argentina | Argentina | 1928-1930 | 3 (0)            |

### Participaciones en el Campeonato Sudamericano
| Edición | Sede      | Equipo              | Resultado | Partidos | Goles |
| ------- | --------- | ------------------- | --------- | -------- | ----- |
| XII     | Argentina | Selección Argentina | Campeón   | 2        | 0     |

### Participaciones la Copa Mundial de Fútbol
| Edición | Sede    | Equipo              | Resultado  | Partidos | Goles |
| ------- | ------- | ------------------- | ---------- | -------- | ----- |
| I       | Uruguay | Selección Argentina | Subcampeón | 1        | 0     |

## Palmarés

### Como futbolista

#### Campeonatos regionales
| Club          | Liga          | País      | Año              |
| ------------- | ------------- | --------- | ---------------- |
| Central Norte | Fed. Tucumana | Argentina | Competencía 1924 |
| Central Norte | Fed. Tucumana | Argentina | Anual 1925       |
| Central Norte | Fed. Tucumana | Argentina | Anual 1929       |
| Unión         | Santafesina   | Argentina | Oficial 1932     |

#### Campeonatos provinciales
| Selección | Copa       | País      | Año  |
| --------- | ---------- | --------- | ---- |
| Tucumana  | Intendente | Argentina | 1926 |
| Tucumana  | Intendente | Argentina | 1929 |

#### Campeonatos nacionales
| Club        | Liga             | País      | Año  |
| ----------- | ---------------- | --------- | ---- |
| San Lorenzo | Primera división | Argentina | 1933 |
| San Lorenzo | Primera división | Argentina | 1936 |

### Como entrenador

#### Campeonatos nacionales
| Título                                                           | Club  | País      | Año  |
| ---------------------------------------------------------------- | ----- | --------- | ---- |
| Torneo de Honor de Segunda División "General Juan Domingo Perón" | Colón | Argentina | 1950 |